# Io (bóstwo)
Io – najwyższe bóstwo według wierzeń Maorysów z Nowej Zelandii. Jest to twórca wszystkich istot żyjących i dawca sakralnej mocy mana. Jego siedzibą jest najwyższe z dwunastu niebios, z którego rządzi światem za pośrednictwem innych bóstw oraz opiekuńczych duchów.